# 79811 Fengzikai
79811 Fengzikai este o planetă minoră (asteroid), cu un diametru de 2,9 km, din centura de asteroizi. A fost descoperită pe 9 noiembrie 1998 la Xinglong Station⁠(d) de Beijing Schmidt CCD Asteroid Program⁠(d). 
Obiectul prezintă o orbită caracterizată de o semiaxă mare de 2,6171435372429 UAi, o excentricitate de 0,085957657829989, o înclinație de 1,1908936975604 ° în raport cu ecliptica.